# Деже Јакаб
Деже Јакаб (мађ. Jakab Dezső; Бихарев, 4. новембар 1864 — 5. август 1932, Будимпешта) је био мађарски архитекта јеврејског порекла. Био је следбеник Едена Лехнера, родоначелника сецесије у Мађарској.

## Биографија
Дипломирао је 1893. године на Техничком факултету у Будимпешти. По дипломирању, током студијских путовања обишао је Немачку, Италију, Француску, Холандију и Британију. У исто време радио је у архитектонском бироу Едена Лехнера и учествовао у дизајнирању зграде Министарства пољопривреде 1896. године. Већ тада је сарађивао са Марцелом Комором, са којим је 1897. године отворио пројектантски биро у Будимпешти. Наредних двадесет година, до краја Првог светског рата овај тандем пројектовао је читав низ грађевина у земљама некадашње Угарске. Специјалност Деже Јакаба био је дизајн ентеријера и пројектовање најситнијих детаља, док је Марцел Комор обично био носилац пројекта.

## Најзначајнија дела
Велики број дела Деже Јакаба проглашена су за споменике културе и налазе се под заштитом државе. Нека од њих суː
- Градска кућа у месту Таргу Муреш (Румунија)
- Концертна дворана у Братислави (Словачка)
- Позориште Еркел у Будимпешти (Мађарска)
- Дом омладине у Кечкемету (Мађарска)
- Хотел у Великом Варадину (Румунија)

### Зграде у Србији
Објекти које су Деже Јакаб и Марцел Комор пројектовали у Суботици и Палићу познати су симболи ових места и споменици културе.
- Суботичка синагога
- Трговачка банка
- Градска кућа у Суботици
- Водоторањ на Палићу
- Велика тераса на Палићу
- Женски штранд на Палићу
- Спомен-чесма на Палићу

## Галерија
- Позориште у Деви, Румунија
- Дом културе, Таргу Муреш
- Водоторањ, Палић
- Синагога, Суботица